# Ostatni legion (powieść Valeria Massima Manfrediego)
Ostatni legion (2002) – powieść historyczna włoskiego pisarza Valeria Massima Manfrediego, osadzona w burzliwych czasach obleganego przez hordy barbarzyńców Rzymu. Na podstawie powieści w 2007 nakręcony został film Ostatni legion, w którym zagrali m.in. Colin Firth, Ben Kingsley i Aishwarya Rai.
Wyd. polskie: Książnica, 2007, ISBN 83-7132-861-3

## Fabuła
V wiek n.e. Barbarzyński król Odoaker detronizuje i uprowadza ostatniego cesarza rzymskiego. Małoletni Romulus Augustus razem ze swoim preceptorem Ambrozynusem, druidem z lasu Gleva, zostaje dożywotnio zesłany na wyspę Capri. Podczas spaceru odkrywa tajemne pomieszczenie, a w nim cudowny miecz należący niegdyś do Juliusza Cezara. Tymczasem powołana przez ojca chłopca gwardia Nova Invicta – garstka ocalałych legionistów z rozbitej przez barbarzyńców jednostki w Dertonie, wraz z łuczniczką imieniem Liwia, wyrusza na niebezpieczną misję odbicia cesarza z rąk Odoakra. Kiedy po udanej akcji okazuje się, że Cesarz Konstantynopola odmówił chłopcu azylu, wszyscy płyną do Brytanii, aby poszukać schronienia i dotrzeć do dawnych żołnierzy rzymskich patrolujących Wał Hadriana. Zastają wyspę nękaną wyprawami łupieżczymi Wortigerna i opustoszałe jednostki wojskowe. Wortigern zawiera pakt z prześladowcami Romulusa, jednak sam pada ofiarą ich dowódcy, Wulfili. Wreszcie dochodzi do ostatecznej bitwy pod Mount Badon, a w decydującym momencie do walk przyłączają się dawni żołnierze z rozwiązanego Legionu Smoka, ostatniego rzymskiego legionu Brytanii. Prześladowcy zostają rozbici, Wulfila ginie, a mały cesarz ogłasza koniec wojen, spełniając w ten sposób druidyczną przepowiednię:
Z południowego morza przybędzie młodzieniec z mieczem, przynosząc pokój i dobrobyt. Nad rozległą ziemią Brytanii znów wzbiją się do lotu orzeł i smok. (tłum. z włoskiego Joanna Kluza)
Jako dorosły mężczyzna Romulus przybiera celtyckie miano Pendragon, czyli Syn Smoka, zaś Ambrozynus wraca do swego prawdziwego imienia – Merlin. Upływający czas zatarł na wbitym w skałę na znak pokoju mieczu Cezara oryginalny napis: Cai.Iul.Caes.Ensis Caliburnus, zostawiając tylko kilka liter: E S CALIBUR.

## Główne postaci
- Aureliusz (Aurelianus Ambrozjusz Wentidiusz) – legionista z Nova Invicta, nękany obrazami z przeszłości, której nie chce pamiętać. Ocalał z bitwy w Dertonie i ruszył na ratunek sprzedanym do niewoli przyjaciołom. Dowodził też wyprawą ratunkową na Capri.

- Liwia Priska – dziewczyna z małej osady w lagunie, ocaliła rannego Aureliusza po jego nieudanej próbie uwolnienia Romulusa z rąk Odoakra. Jako dziecko uszła z życiem z oblężonej Akwilei dzięki pewnemu żołnierzowi, z którego szyi zerwała medalion z orzełkiem. Okazuje się nim Aureliusz. Ostatecznie oboje osiedlają się w Venetii.

- Ambrozynus (Meridus Ambrosinus, Myrdin Emreis, Merlin) – druid ze świętej dąbrowy Gleva, opiekun i preceptor małego cesarza. Wszechstronnie uzdolniony skryba, zielarz, filozof i czarownik. Opuścił rodzinną wyspę, by szukać dla niej wsparcia u cesarza Rzymu, jednak został odpędzony i przez wiele lat wiódł ubogi, wędrowny żywot w Italii. Los połączył go z małym cezarem, kiedy ten omal nie stracił życia, otruty przez wrogów ojca. W podzięce za uratowanie chłopcu życia, Ambrozynus zostaje członkiem rodziny, a potem towarzyszy Romulusowi we wszystkich jego niedolach.

- Romulus August nazwany później ironicznie Augustulus ("Auguścik") – trzynastoletni cezar, porwany przez Gotów, sierota. Pomścił śmierć rodziców, pokonując ich mordercę – Wulfilę. Dzięki traumatycznym przeżyciom i naukom Ambrozynusa wyrósł na mądrego władcę miłującego pokój. Osiągnąwszy dorosłość przybrał imię Pendragon i poślubił celtycką dziewczynę – Ygraine. Ich potomkiem był Artur.

- Flawiusz Orestes – ojciec Romulusa, powołał do życia tytułowy ostatni legion. Poniósł śmierć z rąk Gota Wulfili podczas rzezi w rodzinnej wilii.

- Flawia Serena – matka Romulusa, zginęła podczas nieudanej próby ucieczki, usiłując zasłonić przed śmiertelnym ciosem jedynego syna.

- Odoaker – wódz Gotów i Herulów, zlecił zabójstwo Orestesa i porwanie Romulusa. Oszczędził chłopca tylko po to, aby samemu w jego imieniu rządzić Italią.

- Wulfila – okrutny zausznik Odoakra, oszpecony w pierwszej walce z Aureliuszem. Od pierwszej chwili pożądał cudownego miecza Juliusza Cezara. Ginie pod Mount Badon z rąk Romulusa, któremu wymordował rodzinę.

- Korneliusz Batiatus – etiopski olbrzym o gołębim sercu z Nova Invicta, przyjaciel Aureliusza. Po rozbiciu garnizonu w Dertonie zostaje sprzedany jako niewolnik. Aureliusz i Liwia uwalniają jego i innych i od tamtej pory Batiatus walczy niezłomnie za małego cesarza, którego szczerze pokochał.

- Rufus Eliasz Watrenus – najwyższy stopniem w legionie, weteran stu bitew. Poległ honorowo pod Mount Badon, przygwożdżony oszczepami do drzewa.

- Demetriusz i Orozjusz – greccy gladiatorzy, uwolnieni przez Liwię i Aureliusza, uczestniczyli wiernie we wszystkich potyczkach z barbarzyńcami. Obaj zginęli w ostatniej bitwie.

- Stefanus – patrycjusz, który przeszedł na stronę Odoakra, pertraktujący w jego imieniu z cesarzem Bizancjum. Zauroczony Liwią, którą na wiele sposobów bezskutecznie próbował zdobyć. Gdy jego zdrada wyszła na jaw, zginął od strzału Liwii w plecy.

- Wortigern – celtycki wódz, niegdyś broniący ziem Brytanii przez Piktami i Iroszkotami zza Wału Hadriana. Upojony władzą, zamienił się w tyrana i wezwał na swe usługi Sasów, którzy zaczęli pustoszyć kraj i rabować ludność. Na starość, by ukryć zżerane gangreną oblicze, założył złotą maskę. Został zabity przez Wulfilę, który podszył się pod niego, aby poprowadzić jego wojska na ostatni legion, chroniący małego cezara.

- Ursynus – były żołnierz rzymski, który pomógł Liwii odnaleźć przeprawiających się przez góry towarzyszy, gdy ta trafiła do jego domu, gdzie mieszkał razem z żoną Agatą. Ma pięknego psa imieniem Argo.

- Kustennin (Konstantyn) – zromanizowany Bryt, jeden z dowódców rozwiązanego Legionu Smoka. W ostatniej chwili poprowadził dawne oddziały przeciwko armii Wortigerna i Wulfili.

- Ygraine – dwunastoletnia córka Kustennina i Egerii, w przyszłości poślubiła zakochanego w niej Romulusa.